# Ippécourt
Ippécourt é uma comuna francesa na região administrativa de Grande Leste, no departamento de Meuse. Estende-se por uma área de 10,62 km². Em 2010 a comuna tinha 105 habitantes (densidade: 9,9 hab./km²).